# 巡回連絡

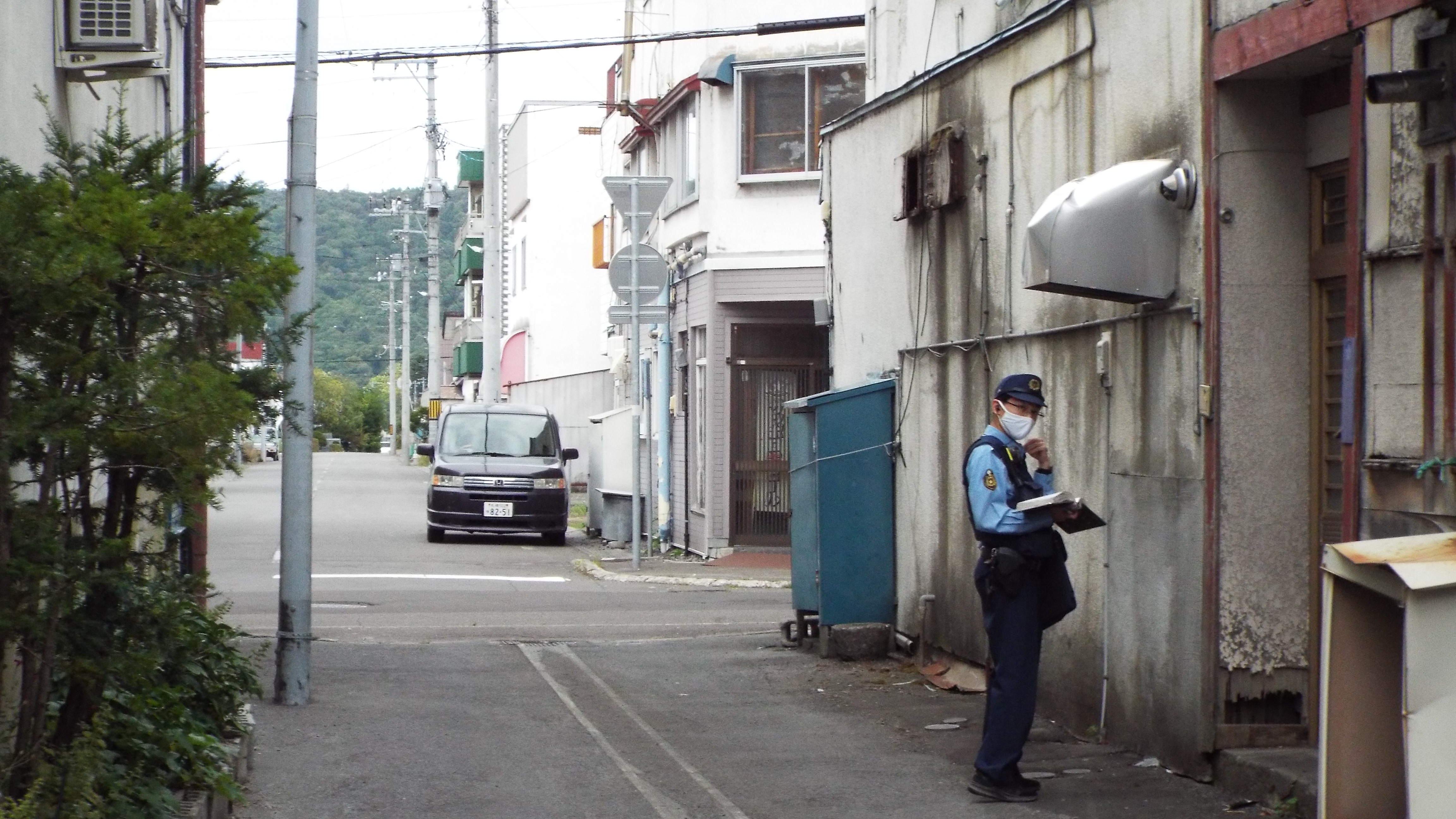
巡回連絡の様子（北海道警）

巡回連絡（じゅんかいれんらく）とは、日本の警察官が地域住民や事業所を訪問し犯罪の抑止、災害防止などの目的で行う活動である。また、住民との良好な関係を保つため、受持区内の実態を掌握するためという目的がある。
戦前は視察と呼ばれ、社会主義者や準社会主義者を監視するために行われていた。視察は戸口調査とも呼ばれ、1875年の太政官達「行政警察規則」第4章「巡査心得」における
```
第五条　持区内ノ戸口男女老幼及其職業，平生ノ人トナリニ至ル迄ヲ注意シ，若シ無産体之者集合スルカ又ハ怪シキ者ト認ルトキハ常ニ注目シテ其挙動ヲ察スヘシ　
第六条　持区内へ他ヨリ移リ来ル者アラハ前条ニ随テ速ニ之ヲ探知スヘシ　但右等ノ事ニ付権威ヲ以テ其人ヲ呼出ス等ノ儀ハ決シテ有之間敷，勉メテ当人ノ覚知セサル様隠密ニ探偵スルヲ以テ警察ノ本意トス。若シ已ムヲ得サルコトアルトキハ自ラ行テ尋問スヘシ
```

との規定を根拠としていた。この制度が巡回連絡の名称で復活したのは1950年のことであり、主な目的は、地下にもぐった共産党員の摘発であった。

## 概要
交番勤務の警察官が、自身の受持ち地域内にある家庭や事業所などを訪問し、相談や警察に対する要望、意見などを聞き取り、あるいは事件や事故の防止の観点からの必要な連絡などを行う。この際、警察官は以下の情報を住民側に説明しているとしている。
- 管轄地域での最近の犯罪や災害事故の発生状況と被害の防止方法。
- 被害に遭う可能性の高い犯罪及び災害事故の発生状況と被害の防止方法。
- 犯罪や災害事故等の発生時における応急措置及び緊急の連絡方法。

訪問の際に、警察官は巡回連絡カードと呼ばれるものを作成する。交番又は駐在所から制服の警察官が訪問する。私服の警察官が巡回連絡に訪れることはない。
日本に住む外国人が急増している現況を鑑み、民間通訳人を同行した外国人世帯への巡回連絡を強化している警察署もある。静岡県警では外国人共生対策の一環と称し、富士宮市内で行っている。理由は「外国人に日本での生活に安心感を与える」としている。
巡回対象
- 受持ち区内のすべての家庭と事業所。ただし警察署長が巡回連絡を行う必要がないと認めて特に指示したときは、この限りでないとしている[3]。

巡回連絡の実施回数
- 一般家庭等、定住性のある対象 - 2年に1回以上[3]。
- アパート、貸家等、転出入者の多い対象 - 半年に1回以上[3]。
- 事業所等 - 年に1回以上[3]。

巡回連絡を実施する時間帯
- 訪問先の住民の迷惑にならない時間帯に行う。訪問先の住民の都合で夜間に巡回連絡を行う場合は、警察署の地域課長の承認を受けなければならない[3]。

## 法的根拠
例えば大阪府警では警察法2条を自署のホームページ内で以下の通り表現している。
警察法2条（警察の責務）
「巡回連絡は公共の安全と秩序の維持を図る為に、地域警察官のみに与えられている重要な任務である」
地域警察運営規則（昭和44年国家公安委員会規則第5号）20条は、交番勤務および駐在所勤務の巡回連絡について定めている。

## 巡回連絡カード
巡回連絡の際に、巡回連絡カードと呼ばれる個人情報票を作成している。多くの警察署ではこれを「地理案内や迷子の連絡、事件・事故の発生時における緊急連絡先への連絡など、住民へのサービス活動に役立てるもの」と説明している。例えば大阪府警では例を挙げ、緊急時や万が一の時に「留守宅に空き巣に入られた」「自宅が火事になった」「身内が何らかの事故や犯罪に巻き込まれた」などの場合に緊急に家族など関係者への連絡のために使用するもので、それ以外の目的で使用せず鍵のかかるキャビネットで厳重に保管しているとしている。
これには以下の情報が記入されている。
- 家族全員の氏名、非常時の連絡先の勤務先、学校、実家などの電話番号[9]。

## 個人情報の保護
鍵のかかる場所に厳重に保管しており、住民の安全を守るために必要な範囲で使用しており、巡回連絡の時以外は交番外に持ち出すことはなく、巡回連絡カードの内容を警察以外の機関に漏らすことはない。
ただし2012年4月には神奈川県警の巡査長のバイクから記入済の巡回連絡カード124枚が盗まれている。2016年12月5日午後2時すぎには新潟県警長岡署地域課の女性巡査（当時19）が記入済の巡回連絡カード8枚を一時紛失している。2019年5月には愛知県警一宮署の男性巡査長が巡回連絡簿の書類1枚を紛失、この書類には6人分の住所と氏名が記載されていた。
また2000年には、警視庁元警部補の経営する興信所「東京シークレット調査会」に、警察の管理する個人情報などが違法に漏洩していた事件が発覚（東京シークレット調査会事件）。この時は浜崎あゆみや福山雅治ら芸能人多数の自宅の住所が警察から漏洩されていた。この事件は国会でもとりあげられ、現職の警視庁警察官1名と同庁OB2名が逮捕され、個人情報を漏洩して報酬を得ていた全国の警察官数十名が処分された。このとき漏洩した情報の出どころも巡回連絡であった。ジャーナリストの寺澤有は「「巡回連絡カード」は警察が個人情報を悪用するために収集しているものですから廃止したほうがいい」、「「巡回連絡カード」の提出は任意なので、絶対に拒否してください」と呼びかけている。

## 巡回連絡の実施状況
財団法人日工祖社会安全財団の調査によると自宅に警察官の巡回連絡を受けたことのある人の割合は45%前後であった（1999年度では41.8%）。地域別で「ある」と答えた人の多い都道府県では北海道(60.8%)、宮崎県(55.2%)、広島県(49.6%)が高く、低い方では大阪府(32.0%)、徳島県(36.8%)となっている。東京都は48.0%であった。

## 巡回連絡にまつわる不祥事
- 1978年（昭和53年）1月10日：警視庁の経堂駅前派出所勤務の巡査が、パトロール中に見かけた清泉女子大学の当時22歳だったキリスト教文科学科4年学生を、巡回連絡を装って自宅に侵入し強姦、騒がれたため殺害（制服警官女子大生殺人事件）。当時の警視総監・土田國保が引責辞任する一大警察不祥事に発展した[19]。

- 2009年4月には、長野県警の巡査長が巡回連絡で知り合った女性の個人情報を業務用の情報端末で複数回、不正に閲覧する事件が発生している。巡査長は、この女性と2010年3月から2013年1月頃まで不適切に交際し、別れた後もメールで復縁を要求し不安を与えた[20]。

- 2015年2月18日、群馬県警は、同県警の24歳の渋川署地域課巡査を10歳の少女への未成年者誘拐未遂容疑で逮捕したが、容疑者が女児や父親の名前を事前に知っていた点については、「巡回連絡カード」から職務上知り得た情報を利用した疑いがあるとしている[21]。このため産経新聞からは「「巡回連絡」なんか必要なのか」と報じられた[22]。

- 2016年4月から9月まで、長野県警OBが巡回連絡カードなどから1120人分の個人情報を不正に取得し、女性らにショートメールを送って問題となり、県個人情報保護条例違反（盗用）で書類送検された[23][24]。

- 2016年12月5日、新潟県警長岡警察署地域課に勤務する女性警察官（19）が住民から記入してもらった巡回連絡カードを玄関の外で落した事に気づかず、アパートの住民が交番に届けた[25]。

- 2019年6月15日には、京都府警山科署地域課巡査長が高齢男性から現金1180万円を騙し取った容疑で逮捕され、調べに対し「巡回連絡簿を使い、別の高齢者にも金を借りに行った」と供述した[26]。

- 愛知県警でも巡回連絡カードの不正利用事件があった[27]。一方、オウム真理教元幹部の高橋克也と菊地直子は神奈川県川崎市幸区のアパートに潜伏していた時期、2003年6月8日と2004年10月21日に神奈川県警幸署の警察官2名から巡回連絡で面会を受けていたが、指名手配犯であることは見破られなかった[28]。

- 2021年5月11日、新潟県警長岡警察署地域第一課の巡査（23歳）が巡回連絡カードで知り得た情報を元に女性と個人的に連絡を取ろうとしていたことが判明した。捜査の過程で巡査はデリヘル嬢を盗撮していたために迷惑防止条例違反で逮捕された[29]。

- 2021年9月、大阪府警中堺警察署は、管内居住の465人分の住所や氏名や電話番号などの個人情報を記載した居住者名簿が地域課の男性巡査により紛失されたと発表した。巡査は名簿に基づいて各世帯を回り、巡回連絡をおこなっていた[30]。

- 2021年11月、広島県警尾道警察署地域課の巡査部長が巡回連絡にかこつけて10代前半の少女宅を訪れ、玄関先で「服に虫がついている」と声をかけ、上半身を触った[31]。巡査部長は強制わいせつと住居侵入の罪で逮捕起訴され懲戒免職処分となった。

- 2021年11月、千葉県警成田警察署地域課の巡査長が巡回連絡中、職務に関連して知り合った女性と性行為をおこない、強制わいせつと強制性交の疑いで書類送検され、減給処分を受けた[32]。巡査長は依願退職した。